# We Don't Talk Anymore
Singles de Charlie Puth
One Call Away
(2015) Attention
(2017)
We Don't Talk Anymore est une chanson interprétée par le chanteur américain Charlie Puth en featuring avec Selena Gomez. Le titre est issu du  premier album studio de Charlie Puth, Nine Track Mind (2016).
La chanson atteint la 9e place du Billboard Hot 100 et dépasse les 2 milliards de vues sur YouTube.

## Classement
| Classement                              | Meilleur position |
| --------------------------------------- | ----------------- |
| Allemagne (Media Control AG)            | 52                |
| Australie (ARIA)                        | 10                |
| Autriche (Ö3 Austria Top 40)            | 23                |
| Belgique (Flandre Ultratop 50 Singles)  | 18                |
| Belgique (Wallonie Ultratop 50 Singles) | 36                |
| Danemark (Tracklisten)                  | 13                |
| Espagne (PROMUSICAE)                    | 6                 |
| États-Unis (Hot 100)                    | 9                 |
| France (SNEP)                           | 8                 |
| Italie (FIMI)                           | 1                 |
| Norvège (VG-lista)                      | 10                |
| Nouvelle-Zélande (RMNZ)                 | 8                 |
| Pays-Bas (Single Top 100)               | 14                |
| Suède (Sverigetopplistan)               | 13                |
| Suisse (Schweizer Hitparade)            | 16                |

## Certification
| Pays   | Organisme | Certification | Seuil                            |
| ------ | --------- | ------------- | -------------------------------- |
| France | SNEP      | Platine       | 30 millions d'équivalent streams |